# Lucas Barrera Oro
Lucas Bernardo Barrera Oro (San Miguel de Tucumán, 16 luglio 1981) è un rugbista a 15 argentino.
Nel 2006-07 ha giocato con l'Amatori Catania nel Super 10 italiano. Nella stagione seguente ha disputato la Churchill Cup con l'Argentina A.

## Palmarès
- Campionati argentini: 2
Tucumán: 2005, 2010